# Osiecznica (gmina)
Osiecznica – gmina wiejska w województwie dolnośląskim, w powiecie bolesławieckim. W latach 1975–1998 gmina położona była w województwie jeleniogórskim.
Siedziba władz gminy to Osiecznica.
Według danych z 31 grudnia 2015 gminę zamieszkiwało 7490 osób. Natomiast według danych z 31 grudnia 2021 gminę zamieszkiwało 7261 osób. Według danych GUS z 30 czerwca 2023 gminę zamieszkiwało 7299 osób.

## Struktura powierzchni
Według danych z roku 2023 gmina Osiecznica ma obszar 436,68 km², w tym:
- użytki rolne: 8%
- użytki leśne: 61% (Bory Dolnośląskie)

Gmina stanowi 33,54% powierzchni powiatu.

## Demografia

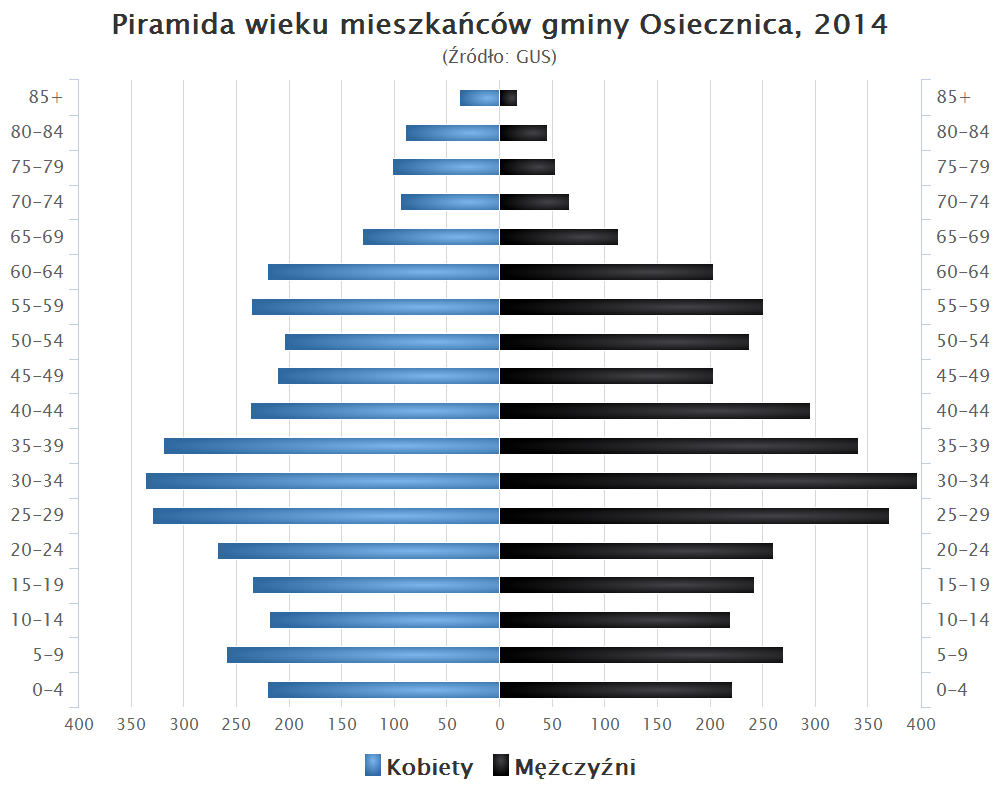
Piramida wieku mieszkańców gminy Osiecznica w 2014 roku

Dane z 30 czerwca 2004:
| Opis                              | Ogółem | Ogółem | Kobiety | Kobiety | Mężczyźni | Mężczyźni |
| --------------------------------- | ------ | ------ | ------- | ------- | --------- | --------- |
| jednostka                         | osób   | %      | osób    | %       | osób      | %         |
| populacja                         | 7077   | 100    | 3549    | 50,1    | 3528      | 49,9      |
| gęstość zaludnienia (mieszk./km²) | 16,2   | 16,2   | 8,1     | 8,1     | 8,1       | 8,1       |

## Transport
Przez obszar gminy prowadzi DK18 (przyszła autostrada A18), na której zlokalizowano węzeł Świętoszów.

## Sołectwa
Ławszowa, Ołobok, Osieczów, Osiecznica-Kliczków, Parowa, Przejęsław, Świętoszów, Tomisław.

## Pozostałe miejscowości
Bronowiec, Długokąty, Jelenie Rogi, Jeziory, Leśny Dwór, Luboszów, Poświętne.

## Sąsiednie gminy
Bolesławiec, Iłowa, Małomice, Nowogrodziec, Szprotawa, Węgliniec, Żagań